# Medea in Corinto
Medea in Corinto és una òpera en dos actes composta per Simon Mayr sobre un llibret italià de Felice Romani, basat en Medea d'Eurípides. S'estrenà al Teatro San Carlo de Nàpols el 28 de novembre de 1813.
El mateix tema havia servit de base per a la famosa òpera de Luigi Cherubini Médée (1797) que podria haver tingut una influència en l'obra de Mayr. Medea in Corinto va ser l'èxit teatral més gran de Mayr.	